# Forever (chanson d'Alekseev)
Chansons représentant la Biélorussie au Concours Eurovision de la chanson
Historyja majho žyccia
(2017) Like It
(2019)
Forever (« Pour toujours ») est une chanson interprétée par le chanteur ukrainien Alekseev. Elle est sortie le 10 janvier 2018 en téléchargement numérique. C'est la chanson qui représente la Biélorussie au Concours Eurovision de la chanson 2018 à Lisbonne au Portugal. Elle est intégralement interprétée en anglais.

## Concours Eurovision de la chanson

### Sélection
La chanson est sélectionnée comme représentante de la Biélorussie à l'Eurovision 2018 le 16 février 2018 via une émission télévisée, remportant à la voix le vote des jurys et le télévote biélorusse.

### À Lisbonne
Lors de la première demi-finale, Alekseev interprète Forever en huitième position, suivant Toy d'Israël et précédant La forza de l'Estonie. Elle termine à la 16e place avec 65 points, un total insuffisant pour se qualifier en finale.

## Liste des pistes
| 1. | Forever | 3:08 |